# Монтанело (Мачерата)
Монтанело (итал. Montanello) насеље је у Италији у округу Мачерата, региону Марке.
Према процени из 2011. у насељу је живело 112 становника. Насеље се налази на надморској висини од 210 м.